# Psammisotoma
Genre
Psammisotoma est un genre de collemboles de la famille des Isotomidae.

## Liste des espèces
Selon Checklist of the Collembola of the World (version du 4 septembre 2019) :
- Psammisotoma dispar (Christiansen & Bellinger, 1988)
- Psammisotoma galapagoensis Thibaud, Najt & Jaquemart, 1994
- Psammisotoma kingae Greenslade & Deharveng, 1986
- Psammisotoma mariagalanteae Thibaud, 1993
- Psammisotoma restingae Abrantes & de Mendonça, 2009

## Publication originale
- Greenslade & Deharveng, 1986 : Psammisotoma, a new genus of Isotomidae (Collembola) from marine littoral habitats. Proceedings of the Royal Society of Queensland, vol. 97, p. 89-95.